# Korg microARRANGER
microARRANGER – instrument muzyczny, keyboard/aranżer firmy Korg.
Jest to niskobudżetowy aranżer z klawiszami typu mini posiadający jednak wiele możliwości instrumentów serii PA oraz tę samą syntezę jaką posiada seria PA50/60/80

## Podstawowe dane techniczne
Klawiatura: 61 mini klawisze, dynamiczna, syntezatorowa

Polifonia: 62

Brzmienia: 662 presety (w tym Stereo Piano oraz 256 brzmień GM2), 33 zestawów perkusyjnych w tym 9 zestawów GM2), 128 brzmień użytkownika, 64 zestawy perkusyjne użytkownika.

Synteza: HI synthesis (Hyper Integrated synthesis system)

Próbki: 32 MB

Style automatycznego akompaniamentu: 256, style użytkownika: 48

Efekty: 89 typów efektów

Sequencer: 56000 zdarzeń MIDI

Zasilanie: 12 V

Głośniki: 2 x 5 W

Czytnik kart pamięci: SD/SDHD; Multi Media Card (MMC)

Waga: 4,2 kg

Długość: 873 mm

Szerokość: 277 mm

Grubość: 91 mm

System operacyjny: OPOS - Objective Portable Operating System: Multitasking System